# Johann Georg Stuhr

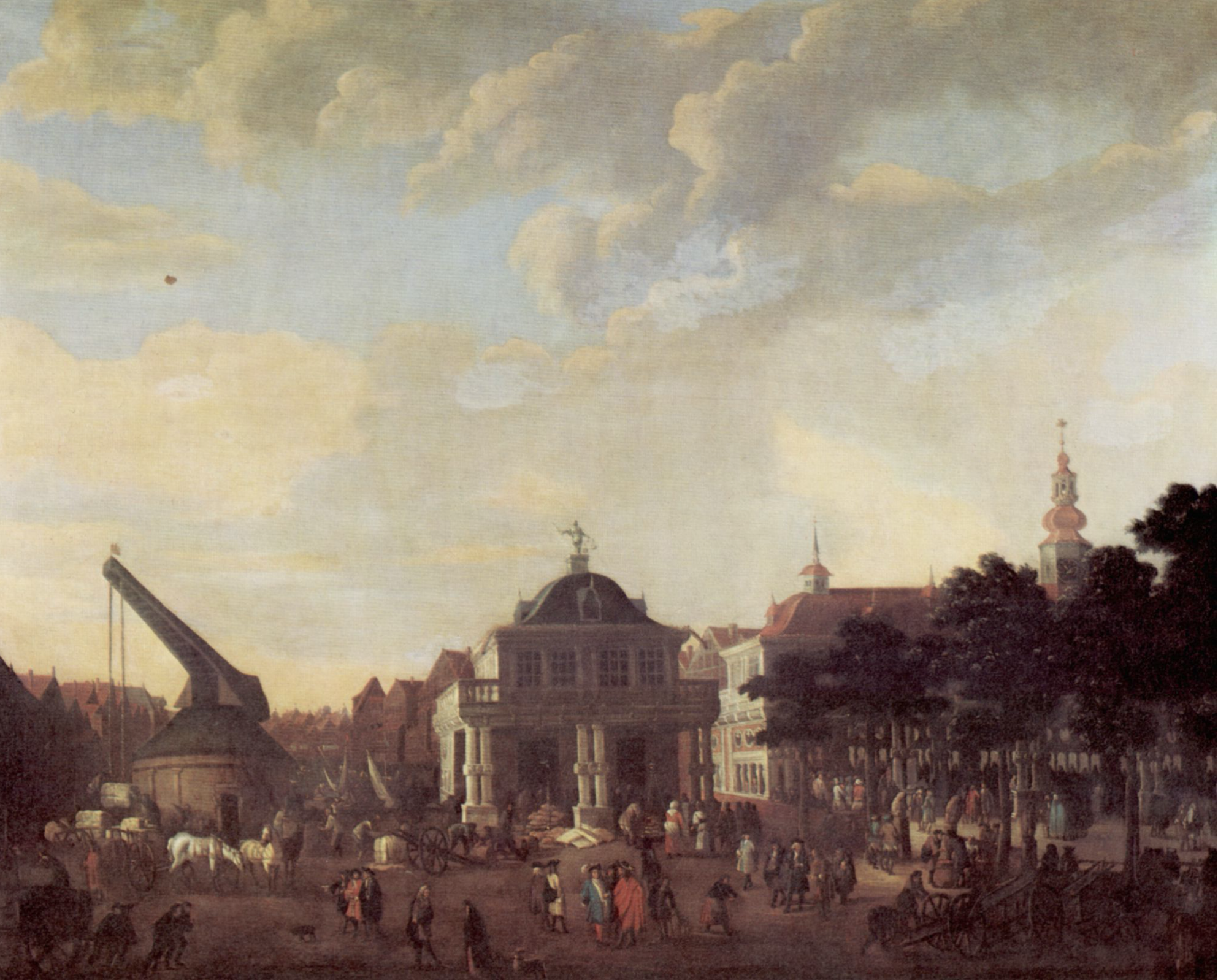
Kran, Waage und Börse in Hamburg, 1680

Johann Georg Stuhr (* um 1640 in Hamburg; † 8. Mai 1721 ebenda) war ein deutscher Maler.

## Leben
Über Stuhrs Leben ist wenig bekannt. Er wurde am 31. Juli 1681 Meister des Maleramts der Malerzunft Hamburg.
Nach Eckhardts Meinung gehörte Stuhr zu den talentvollsten und fleißigsten norddeutschen Künstlern seiner Zeit:

„Landschaften, besonders aber Seestücke und Hafenansichten waren die Gegenstände seiner Darstellung, worin er Abraham Storck oft gleich und Lingelbach sehr nahe kam. Zur Abwechslung malte er auch Prospecte, insbesondere Hamburgische; dann perspectivische und historische Gegenstände, ferner Thierstücke im Geschmack Hondekoeter’s, und endlich auch Porträts.“

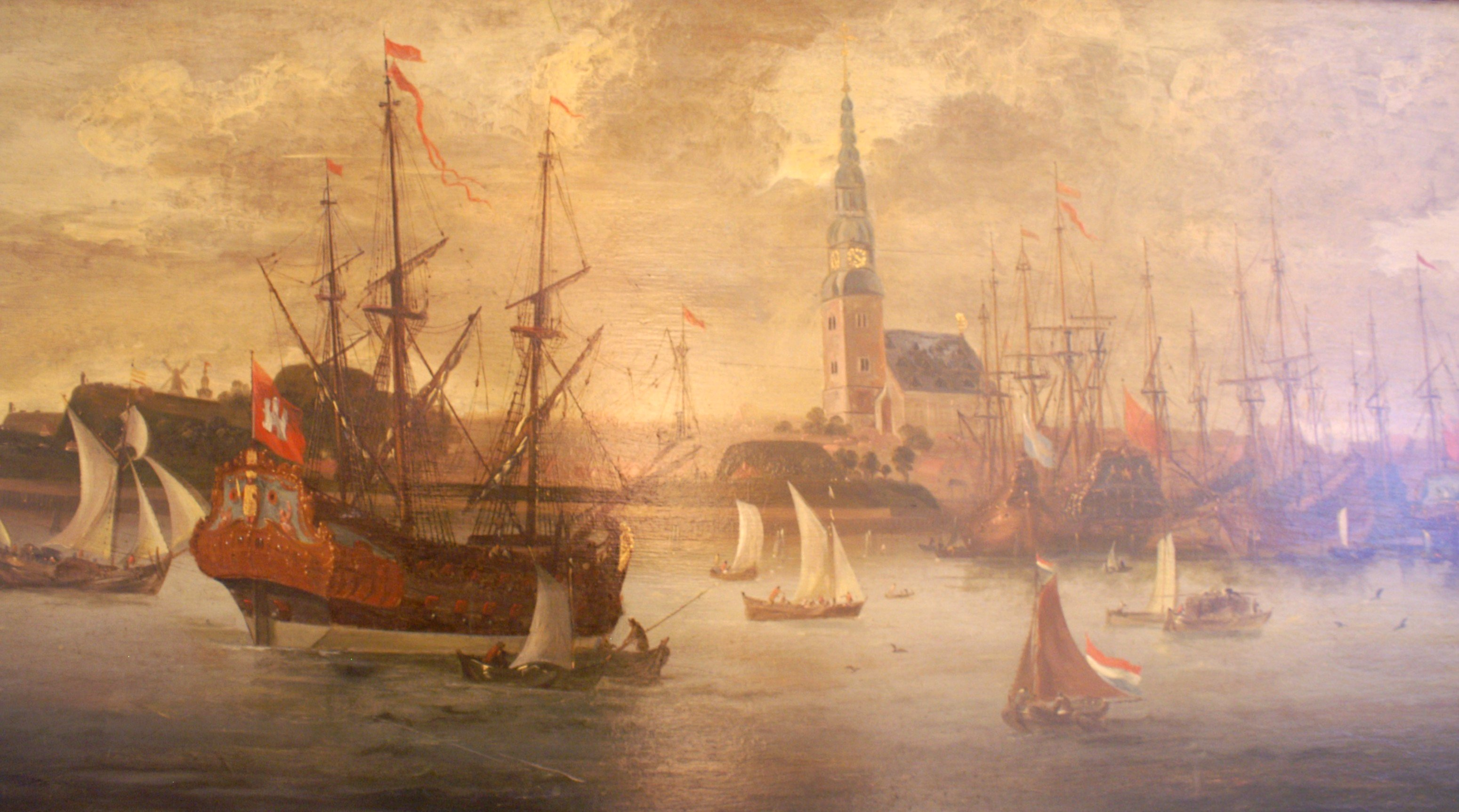
Hamburgs von Südwesten mit der Katharinenkirche und der Leopoldus Primus, um 1700

Der Kupferstecher Pieter van dem Berge (1659–1737) stach nach ihm 1699 das Bildnis des Hamburgischen Seniors Samuel Schultze und Johann Friedlein (vor 1685–nach 1706) das des Predigers Detlev Beckmann (1645–1684) in Itzehoe.
Die Hamburger Kunsthalle erwarb 1898 die beiden Bilder Seschlacht und Seegefecht von Stuhr. Die Patriotische Gesellschaft in Hamburg erwarb 1927 das Gemälde Baumhaus mit Nieder- und Binnenhafen, welches sich im Museum für Hamburgische Geschichte als Dauerleihgabe befindet und  2015 restauriert wurde.
Sein Sohn Johann Stuhr war auch Maler, der größtenteils Bilder mit maritimen Motiven schuf.

## Literatur

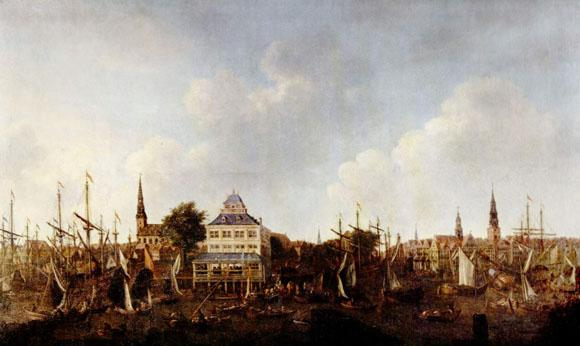
Baumhaus mit Nieder- und Binnenhafen in Hamburg, um 1690